# Arrondissement di Saint-Germain-en-Laye
L'arrondissement di Saint-Germain-en-Laye è una suddivisione amministrativa francese, situata nel dipartimento degli Yvelines e nella regione dell'Île-de-France.

## Composizione
L'arrondissement di Saint-Germain-en-Laye raggruppa 45 comuni in 16 cantoni:
- cantone di Andrésy, che comprende 3 comuni:
  - Andrésy, Chanteloup-les-Vignes, Maurecourt.
- cantone di La Celle-Saint-Cloud, che comprende 2 comuni:
  - La Celle-Saint-Cloud, Bougival.
- cantone di Chatou, che comprende 2 comuni:
  - Chatou, Croissy-sur-Seine.
- cantone di Conflans-Sainte-Honorine, che coincide con il comune di Conflans-Sainte-Honorine.
- cantone di Houilles, che comprende 2 comuni:
  - Houilles, Carrières-sur-Seine.
- cantone di Maisons-Laffitte, che comprende 2 comuni:
  - Maisons-Laffitte, Le Mesnil-le-Roi.
- cantone di Marly-le-Roi, che comprende 3 comuni:
  - Marly-le-Roi, Louveciennes, Le Port-Marly.
- cantone di Le Pecq, che comprende 3 comuni:
  - Le Pecq, Fourqueux, Mareil-Marly.
- cantone di Poissy-Nord, che comprende 4 comuni:
  - Poissy (frazione), Carrières-sous-Poissy, Villennes-sur-Seine, Médan.
- cantone di Poissy-Sud, che comprende 6 comuni:
  - Poissy (frazione), Orgeval, Morainvilliers, Crespières, Les Alluets-le-Roi, Davron.
- cantone di Saint-Germain-en-Laye-Nord, che comprende 2 comuni:
  - Achères, Saint-Germain-en-Laye (frazione).
- cantone di Saint-Germain-en-Laye-Sud, che comprende 2 comuni:
  - Aigremont, Chambourcy, Saint-Germain-en-Laye (frazione).
- cantone di Saint-Nom-la-Bretèche, che comprende 8 comuni:
  - Villepreux, Noisy-le-Roi, Saint-Nom-la-Bretèche, L'Étang-la-Ville, Bailly, Feucherolles, Chavenay, Rennemoulin.
- Cantone di Sartrouville, che va a coincidere con il comune di Sartrouville.
- cantone di Triel-sur-Seine, che comprende 3 comuni:
  - Triel-sur-Seine, Verneuil-sur-Seine, Vernouillet.
- cantone di Le Vésinet, che comprende 2 comuni:
  - Le Vésinet, Montesson.

## Storia
L'arrondissement di Saint-Germain-en-Laye fu creato il 7 novembre 1962. Fu riunito il 1º gennaio 1968 al neoistituito dipartimento degli Yvelines.